# Gastón Pagano
Gastón Nicolás Pagano Peralta, (* 8. Oktober 1988 in Montevideo) ist ein uruguayischer ehemaliger Fußballspieler.

## Karriere
Der 1,80 Meter große Defensivakteur Pagano gehörte ab Mitte 2008 dem Kader der Reservemannschaft (Formativas) des Club Atlético Cerro an. Ab der Apertura 2009 stand er bei den Montevideanern im Profikader und bestritt in den drei aufeinanderfolgenden Spielzeiten insgesamt 26 Spiele in der Primera División. Dabei erzielte er einen Treffer. Mitte Juli 2012 wechselte er innerhalb der Liga zu Bella Vista. Dort lief er in der Spielzeit 2012/13 in 25 Erstligabegegnungen (kein Tor) auf. Seit Mitte Januar 2014 spielte er für den Platense Fútbol Club. 2014 absolvierte er für die Honduraner 14 Ligapartien. Ein Torerfolg gelang ihm nicht.
Anfang Februar 2015 wurde Pagano an den FC Locarno verliehen. Beim Klub aus dem Schweizer Kanton Tessin stehen für ihn zwölf persönlich torlose Einsätze in der Drittligasaison 2014/15 zu Buche. Mitte Juli 2016 schloss er sich dem uruguayischen Erstligaaufsteiger Villa Española an. In der Saison 2016 wurde er elfmal (kein Tor) in der höchsten uruguayischen Spielklasse eingesetzt. Nach einem halben Jahr Vereinslosigkeit spielte Pagano ab 2017 in Nicaragua beim Real Estelí Fútbol Club. Mit diesem Verein wurde er Vizemeister. 2018 kehrte er nach Uruguay zum Zweitligisten Deportivo Maldonado zurück, mit dem er 2019 in die Primera División aufstieg.